# Лангвиден
Лангвиден (нем. Langwieden) — община в Германии, в земле Рейнланд-Пфальц. 
Входит в состав района Кайзерслаутерн. Подчиняется управлению Брухмюльбах-Мизау.  Население составляет 262 человека (на 31 декабря 2010 года). Занимает площадь 7,03 км².